# Lowrie Cemetery Havrincourt
Le Lowrie Cemetery    est un cimetière militaire britannique de la Première Guerre mondiale, situé sur le territoire de la commune d'Havrincourt, dans le département du Pas-de-Calais, à l'est d'Arras.

## Localisation
Ce cimetière est situé en pleine campagne, à 600 mètres au nord du village, sur la D15, juste après le pont sous l'autoroute A2. Il est difficilement accessible par un petit passage qui descend le talus.

## Histoire

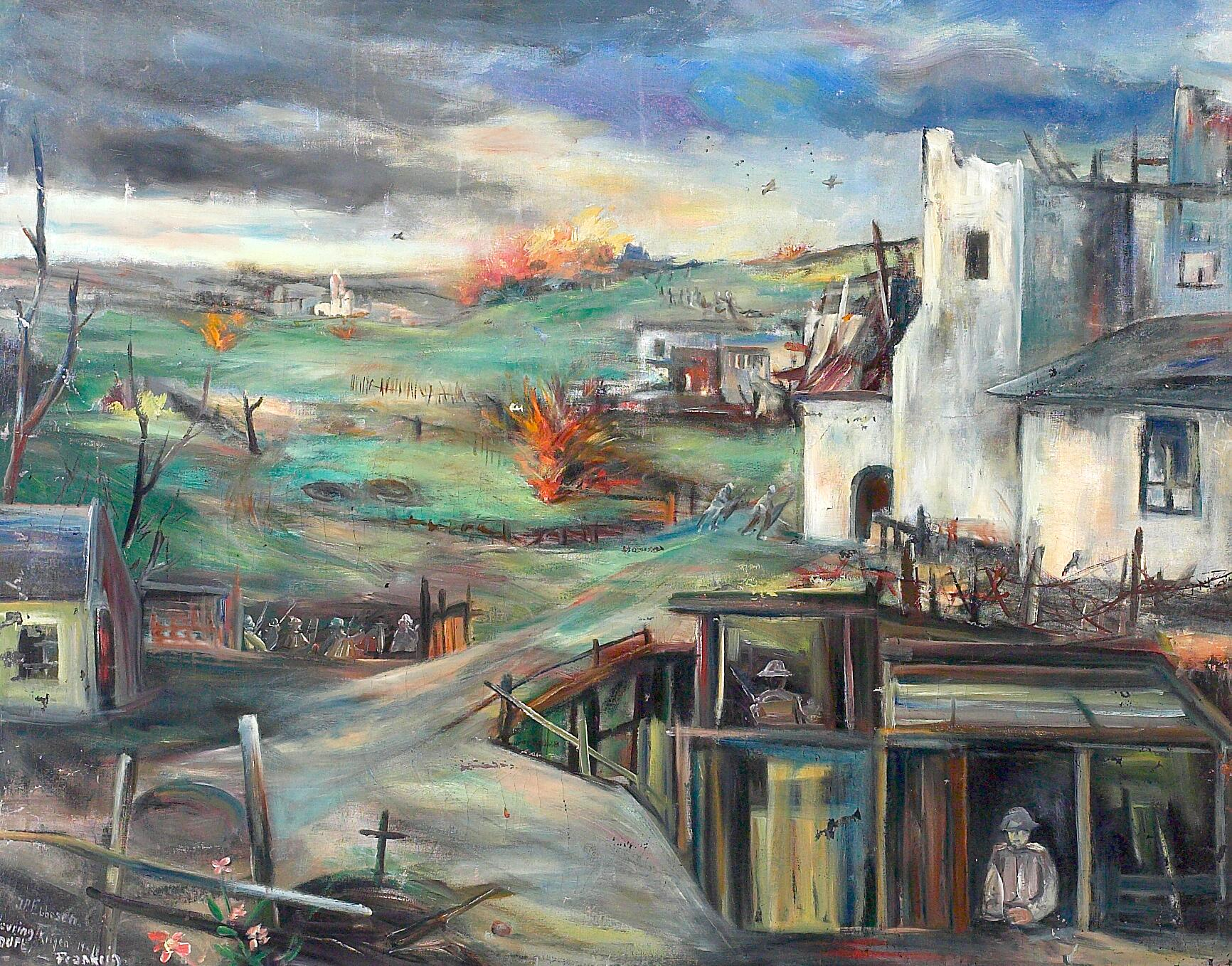
Un bombardement du village français d'Havrincourt pendant la Première Guerre mondiale (Peinture de Johannes P.Abbesen (1897 -1950)).

Le village d'Havrincourt est occupé par les troupes allemandes dès fin août 1914. Le 20 novembre 1917, les troupes du Commonwealth lancent la bataille de Cambrai en vue de reconquérir le secteur. Le village est pris dès le 21 novembre. 
Il sera de nouveau perdu fin mars 1918 lors de l'offensive du Printemps de l'armée allemande, puis repris définitivement en septembre suivant lors de la bataille d'Havrincourt par le 62e Division .
Ce cimetière porte le nom de l'officier des funérailles qui a décidé de le créer début octobre 1918. Les 211 sépultures initiales furent complétées après l'Armistice, grâce à l'apport de tombes provenant des cimetières provisoires des alentours. La plupart des hommes enterrés dans le cimetière sont morts en septembre 1918.
Le cimetière comporte aujourd'hui 251 sépultures de soldats britanniques, dont 47 ne sont pas identifiés.

## Caractéristiques
Ce cimetière a un plan rectangulaire de 50 × 15 m ; il est  entièrement clos d'un muret de briques. Le cimetière a été conçu par l'architecte britannique Noel Ackroyd Rew  (d).

## Sépultures
| Pays        | Sépultures |
| ----------- | ---------- |
| Royaume-Uni | 325        |

## Galerie

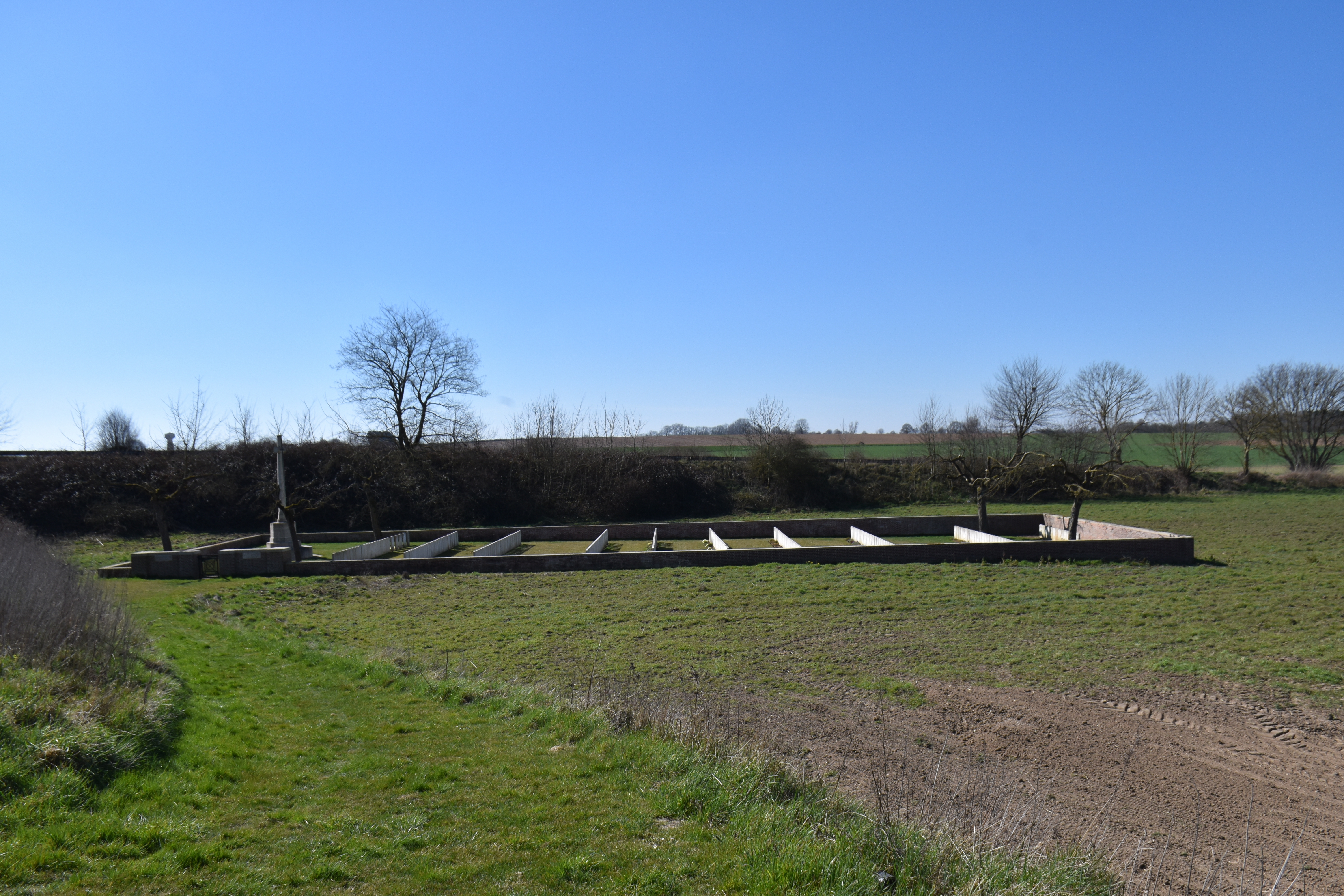
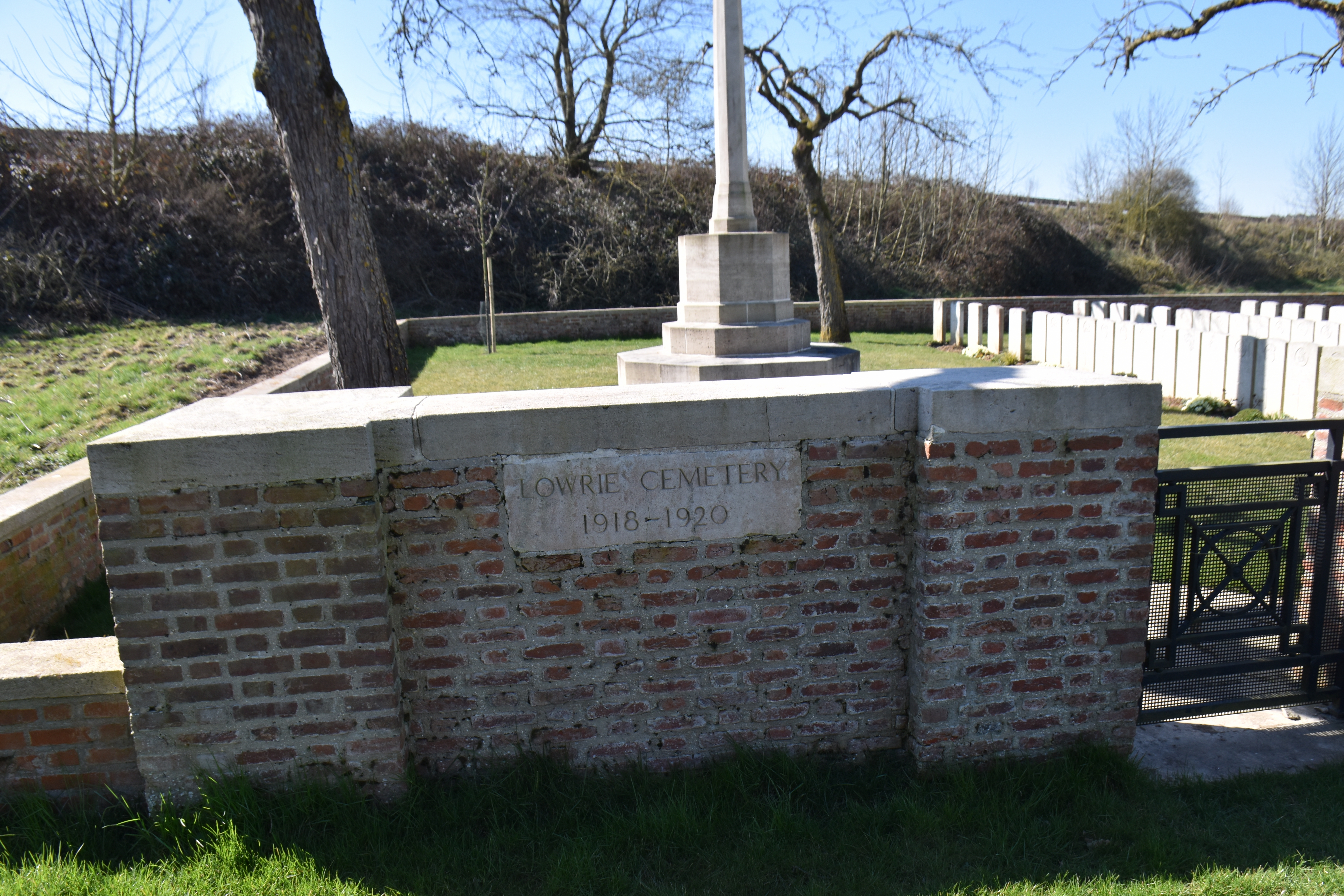
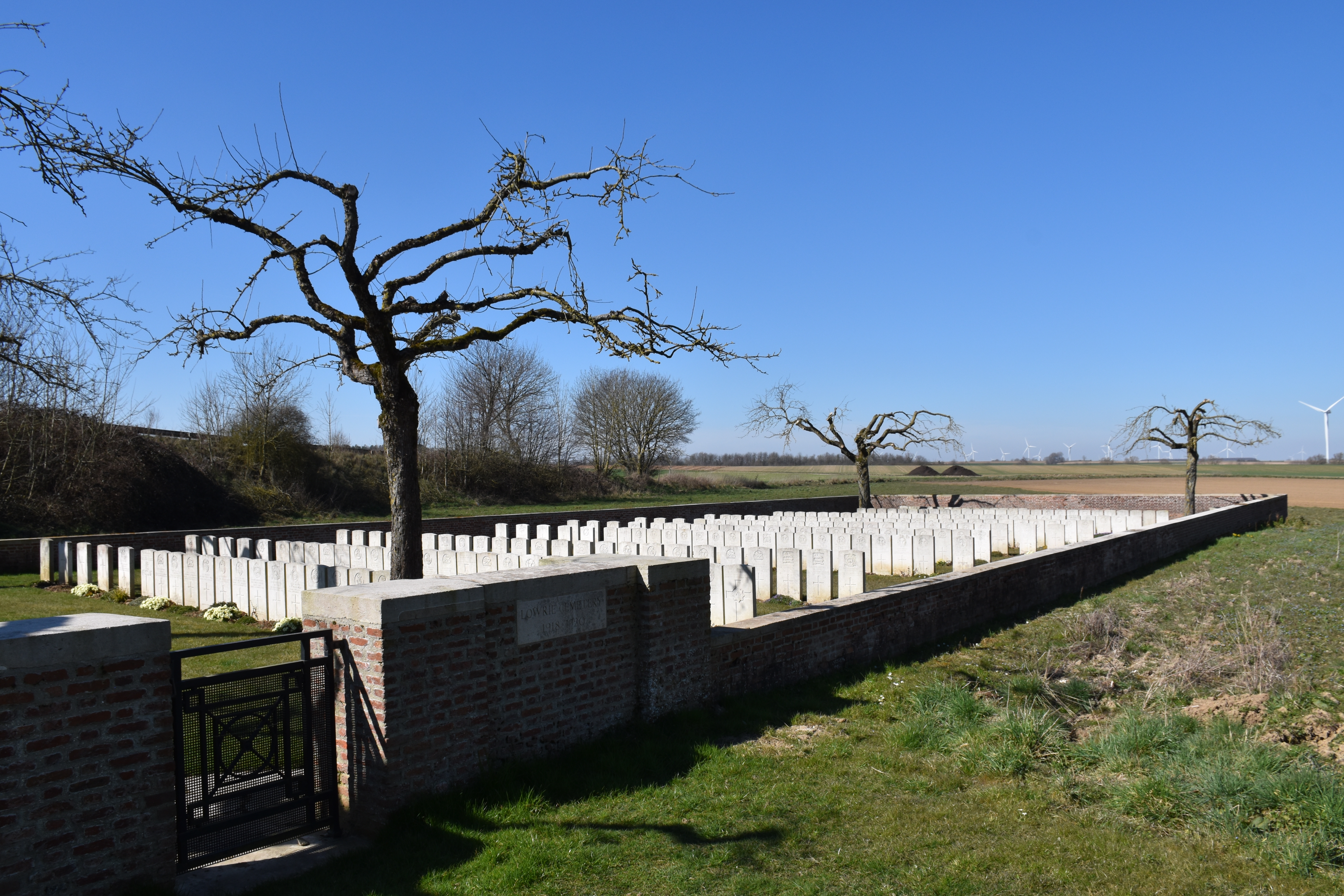
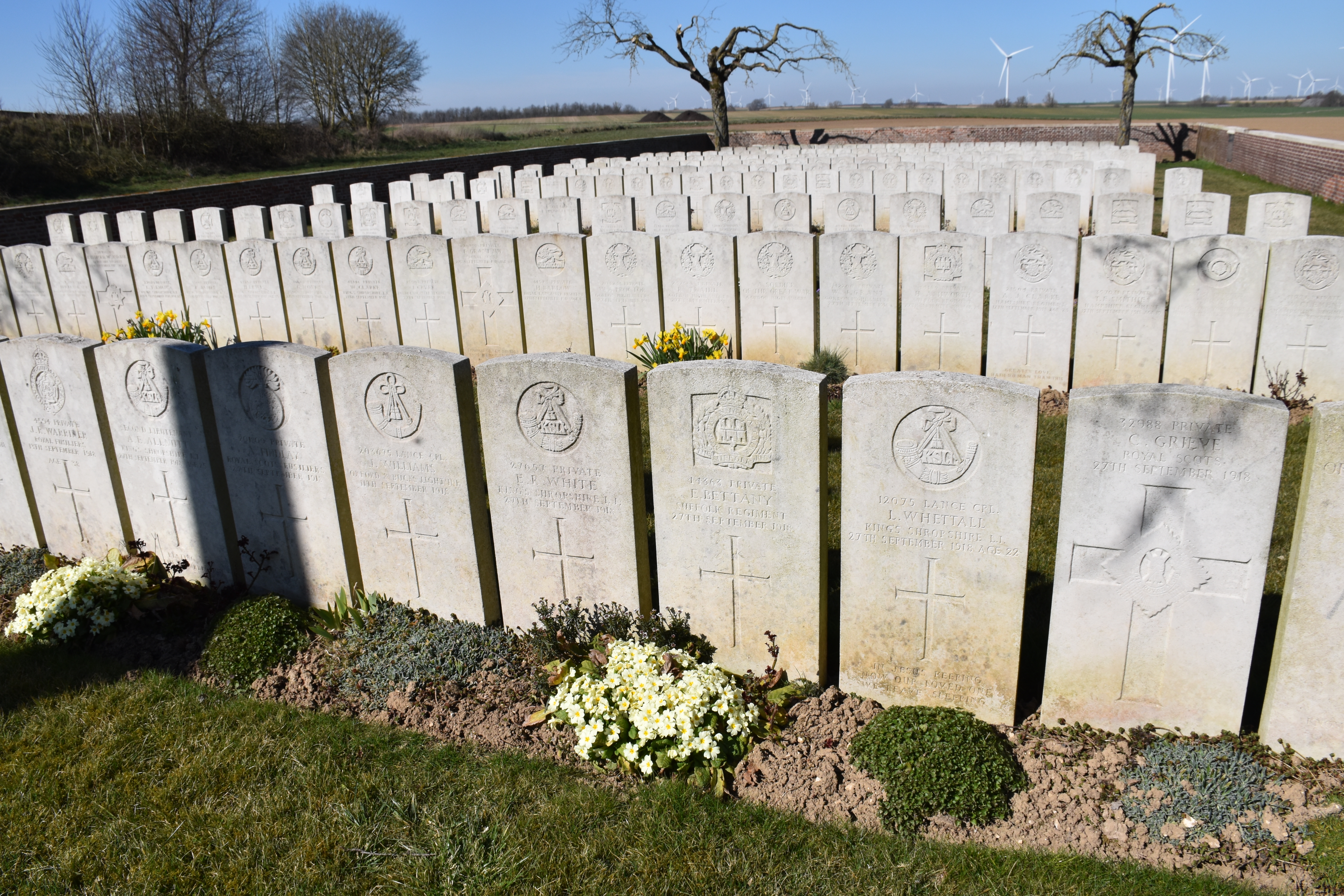
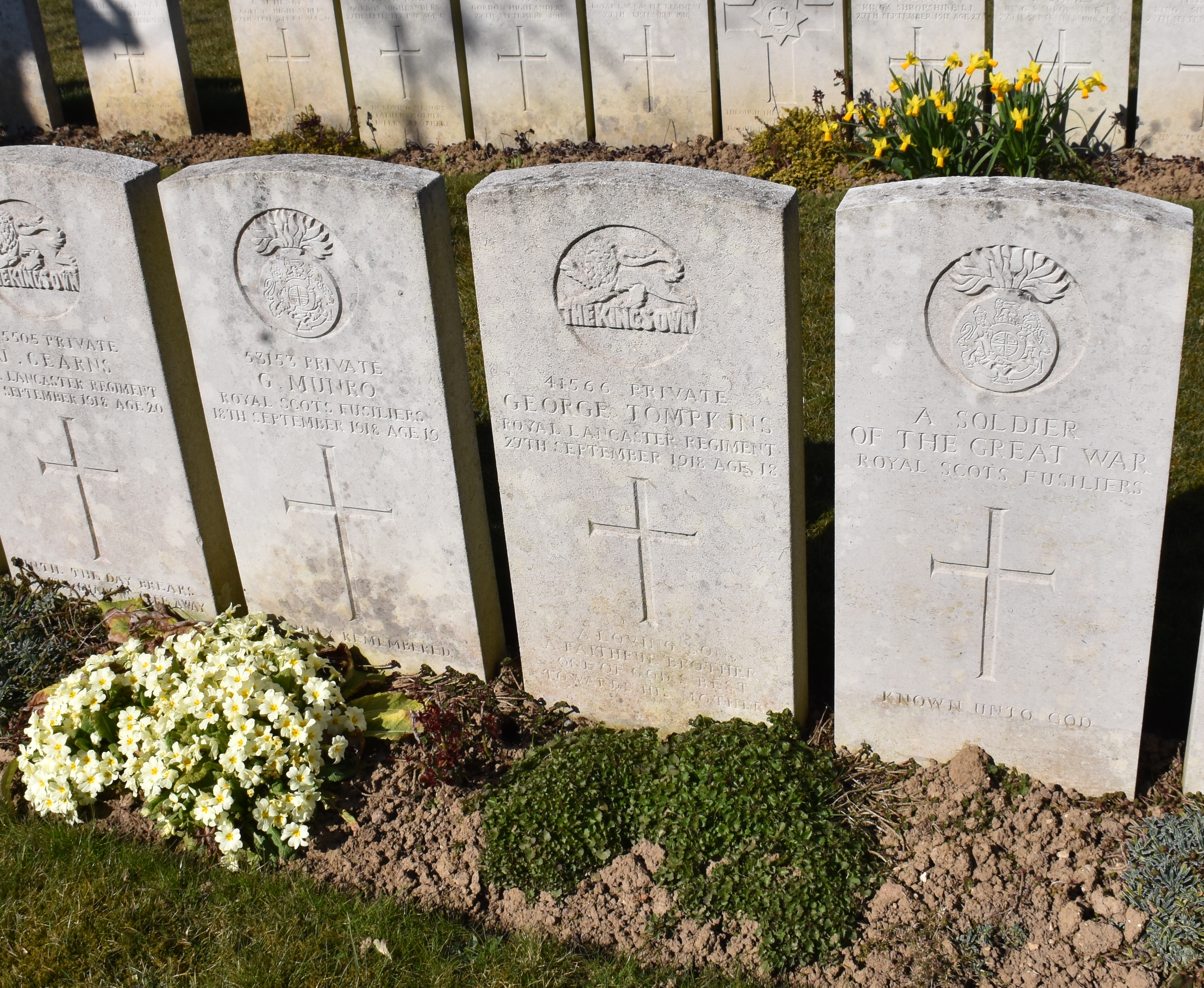
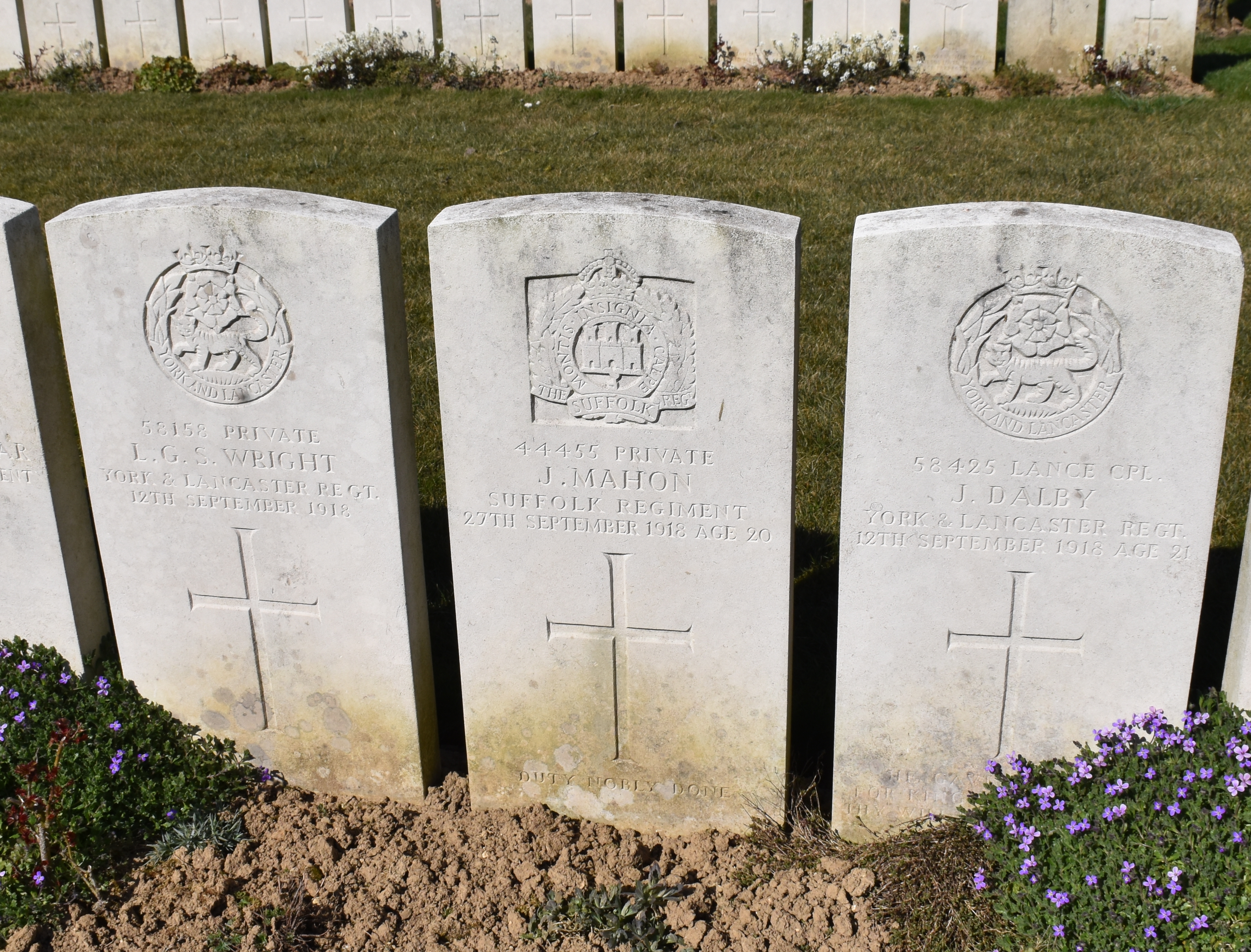
Tombes de soldats tombés en septembre 1918.

## Pour approfondir